# Loge de mer de Barcelone
Pour les articles homonymes, voir Loge de mer et Llotja.
La Loge de mer de Barcelone (En catalan Llotja de mar de Barcelona) est un édifice situé à Barcelone. Il fut construit comme une salle de ventes pour les marchands de la ville pour qu'il y passent les contrats. L'édifice néoclassique actuel date du XVIIIe siècle et succède à des bâtiments plus anciens, dont un de l'époque médiévale considéré comme l'une des principales constructions civiles gothiques à deux étages autour de la Méditerranée.

## Histoire

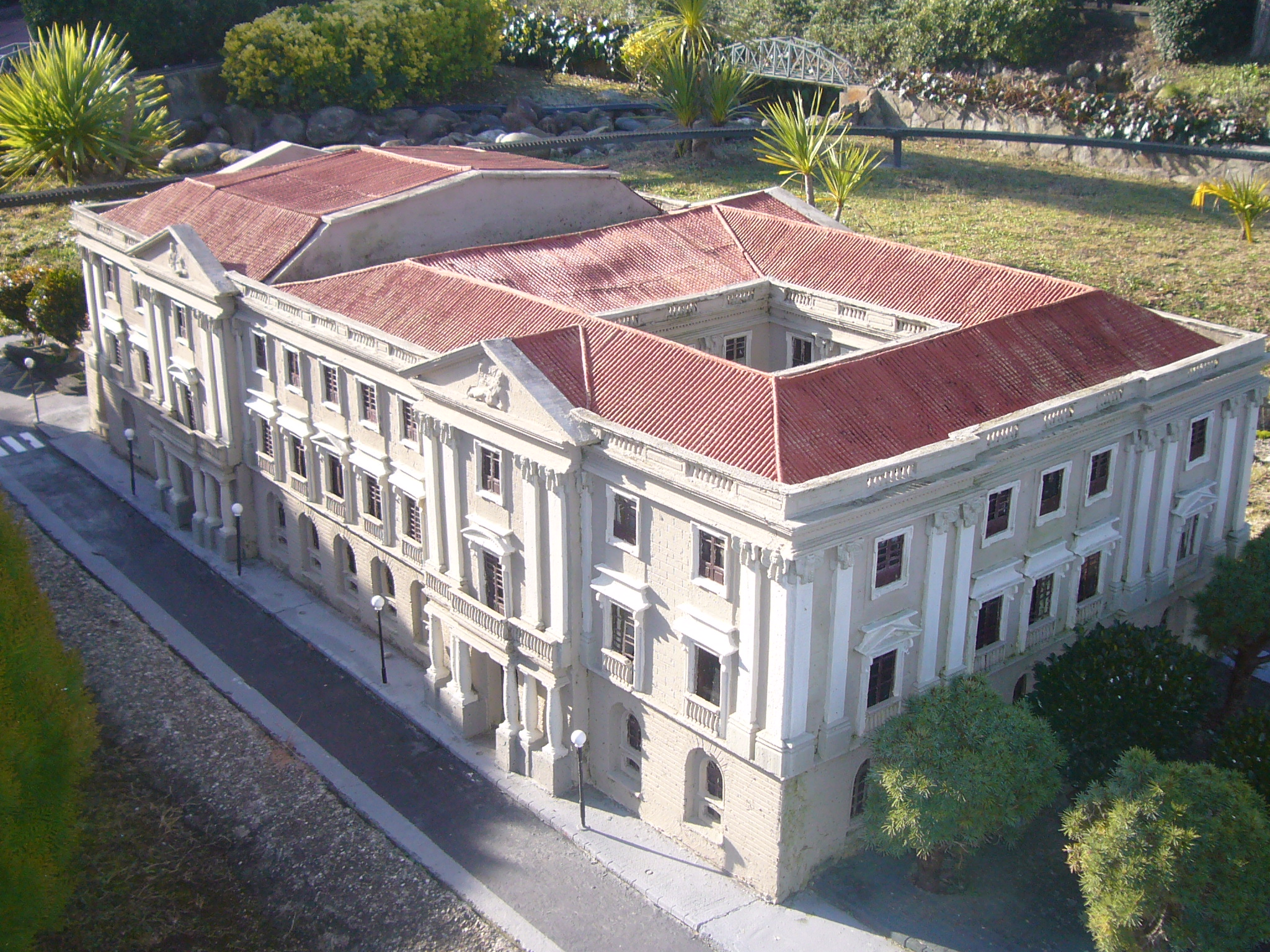
Maquette de l'édifice à Catalogne en miniature.

Entre 1352 et 1357, Pere Llobet construisit un porche ouvert au bord de la plage, probablement sur un lieu abrité déjà destiné au commerce. L'année suivante une chapelle fut adjointe à l'édifice. Elle fut probablement trop petite et Pierre IV d'Aragon autorisa la construction d'une salle fermée (celle qui est toujours conservée) afin de protéger les commerçants des aléas du temps et des caprices de la mer.
Pere Arvei fut l'architecte chargé de diriger les travaux entre 1384 et 1397. C'était une grande salle de trois nefs séparées par des arcades arcs brisés soutenus par des colonnes. Le plafond était fait de bois. Bien que dès 1397 le bâtiment était entré en  fonctionnement, il fut agrandi avec un étage qui abritait le consulat de la mer (1457-1459), construit sous la direction de Marc Safont. Il disposait d'un patio et d'une petite chapelle édifiée en 1452-1453.
Lors du mariage de Charles VI du Saint-Empire avec la princesse Élisabeth-Christine de Brunswick-Wolfenbüttel il servit de scène pour la représentation le 2 août 1708 du premier opéra italien en Catalogne : Il più bel nome ("Le plus beau nom"), du Vénitien Antonio Caldara.
L'édifice souffrit du siège de 1714 et fut transformé en caserne. Plus tard il fut récupéré par la ville qui le modernisa. Joan Soler i Faneca fut chargé de ces transformations qui durèrent entre 1774 et 1802. Elles furent achevées par Tomás Soler et Joan Fàbregas. De ces travaux, le plus notable est l'ensemble extérieur qui recouvre complètement la salle gothique  (Salle des contrats), les salles néoclassiques de la chambre de commerce et le patio où se trouve la fontaine de Neptune  de Nicolau Travé de cette époque.
À partir de 1775 s'établit dans le bâtiment l' « école gratuite de dessin » qui donna naissance à l'école des arts et offices de Barcelone, plus connue comme école de la Llotja et l'académie catalane royale des beaux-arts de Saint-Georges qui occupe toujours la partie supérieure de l'édifice bien que l'école eût été déplacée.
Ce fut durant de nombreuses années la bourse de Barcelone. Actuellement, c'est le siège de la chambre de commerce, d'industrie et de navigation de Barcelone et de l'académie royale des beaux-arts de Saint Georges, qui conserve un important fonds d'art et qui sert de musée pour les œuvres des XVIIIe et XIXe siècles.

## L'édifice

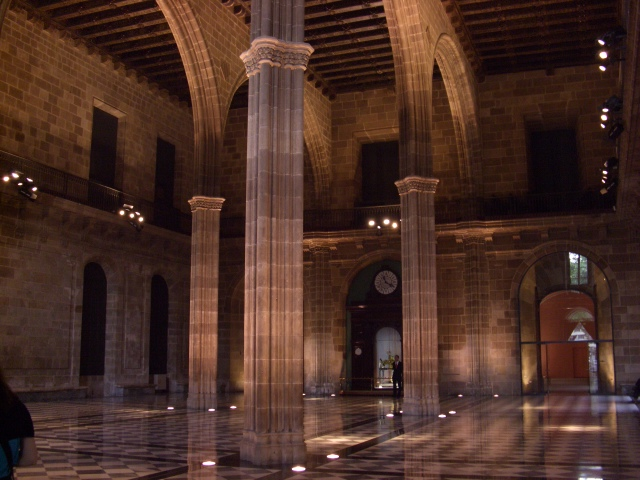
La Bourse de la Mer de Barcelone.

La construction est haute de 22 mètres et ses façades sont surmontées par quatre frontons dont l'importance signale celle de la rue par laquelle on y accède, ou plus exactement l'importance de la rue par laquelle on accédait à l'édifice à son inauguration puisque le Passeig Isabelle II était occupé par la Muraille de la mer.
La salle des contrats est le plus important élément de l'époque médiévale. C'est une grande salle de 14m de haut avec 4 colonnes et six arcs qui soutiennent des plafonds de bois et les étages supérieurs. Ils sont peints aux couleurs du roi (Pierre IV d'Aragon) et de la ville (Conseil des Cent) qui impulsèrent sa construction.
Le bâtiment moderne est l’œuvre néoclassique la plus importante de Barcelone. On note l'escalier et le traitement des façades avec leur traitement de la pierre. Certaines salles de l'étage principal gardent leurs décorations de l'époque et de nombreuses œuvres d'art. Parmi elles, dans le Salon doré se trouve la sculpture Lucrecia, de Damià Campeny, une des grandes œuvres néoclassiques d'Europe.

## Protection
Le bâtiment fait l’objet d’un classement en Espagne au titre de bien d'intérêt culturel depuis le 3 juin 1931.

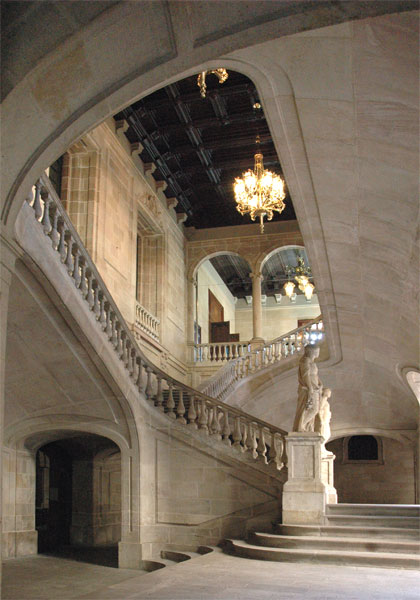
Escalier néoclassique
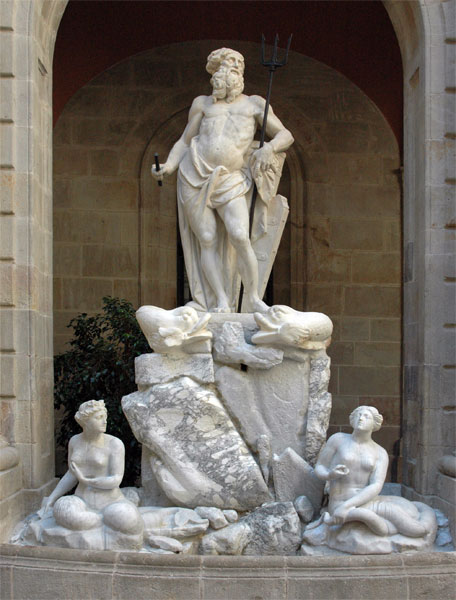
Fontaine de Neptune
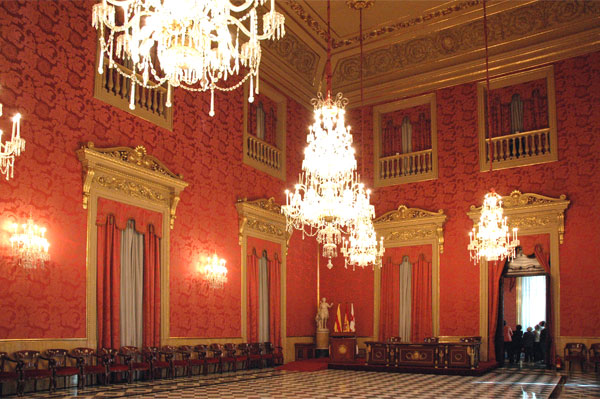
Salon doré
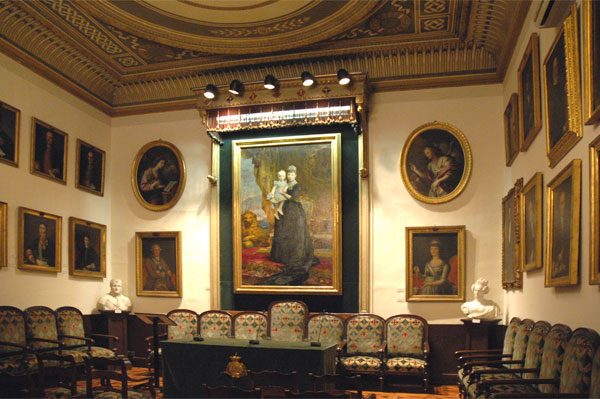
Académie royale des beaux-arts
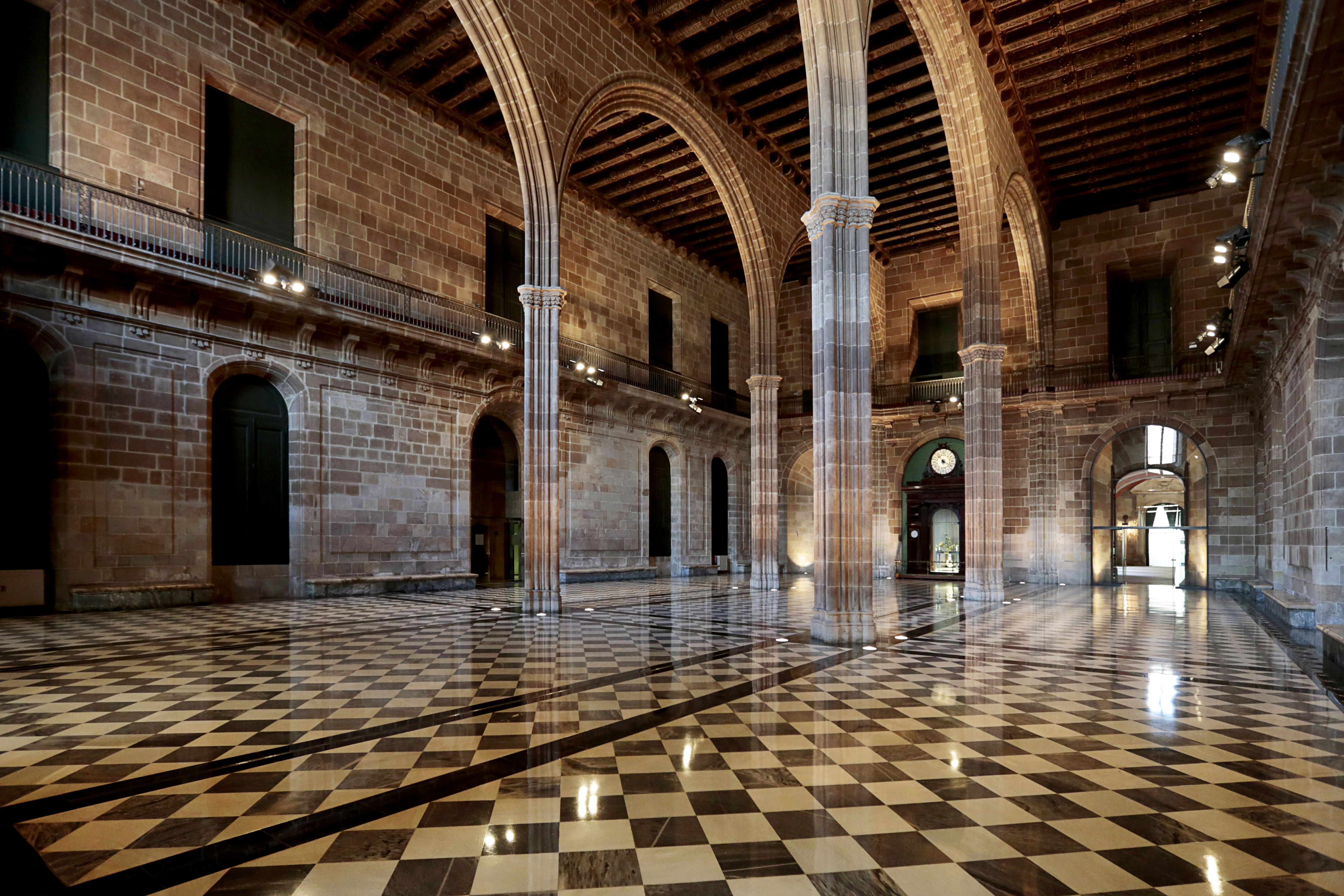
Salle des contrats.
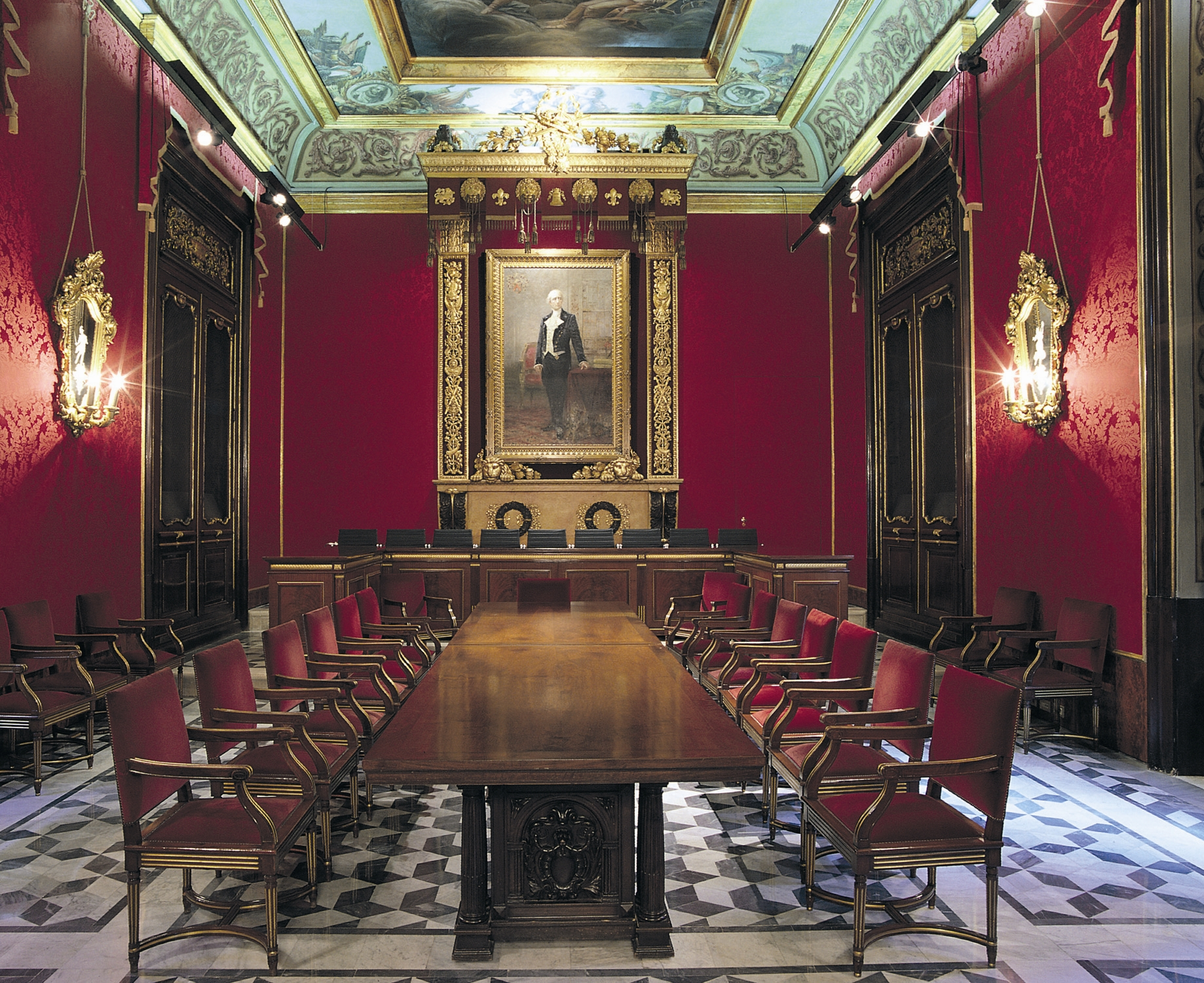
Salle du consulat